# Buti
Pour les articles homonymes, voir Buti (homonymie).
Buti est une commune de la province de Pise dans la Toscane en Italie.

## Histoire
- Le château Tonini de style néogothique (XIe siècle)
- La Villa Médicis (XVie siècle)

## Culture
Le couple de cinéstes français Danièle Huillet et Jean-Marie Straub a fait plusieurs mises en scène au théâtre municipal Francesco di Bartolo.
Le metteur en scène Dario Marconcini assure la direction artistique du théâtre. On lui doit en particulier d'avoir remis au goût du jour le Canto del Maggio. Marconcini et son épouse l'actrice Giovanna Daddi sont citoyens d'honneur de la ville.

## Administration
| Période | Période  | Identité     | Étiquette         | Qualité |
| ------- | -------- | ------------ | ----------------- | ------- |
| 2011    | En cours | Alessio Lari | Parti democratico | Maire   |
| 2021    | En cours | Arianna Buti | Insieme per Buti  | Maire   |

### Hameaux
Cascine, Panicale sopra Buti

### Communes limitrophes
Bientina, Calci, Capannori, Vicopisano

### Jumelages
- Courthézon (France)
- La Seyne-sur-Mer (France)

## Personnalités liées à la ville
- Cesare Del Cancia (1915-2011), coureur cycliste né à Buti.